# Fatih Terim
Fatih Terim (Adana, 4 de setembre de 1953) és un entrenador i exfutbolista turc que actuava en posició de defensa. Com a futbolista va jugar la major part de la seva carrera al Galatasaray SK.
En 1987 va iniciar la seva carrera d'entrenador. Va entrenar els equips del MKE Ankaragücü, ACF Fiorentina, Milan, Galatasaray i la Selecció turca de futbol.
Des del 22 d'agost fins al 24 de setembre de 2013 era a la vegada entrenador de la selecció turca i del Galatasaray, per un mes, però va ser dispensat d'aquest últim.
Com a jugador, s'ha caracteritzat pel seu estil de joc ofensiu, el mateix que va utilitzar en la seva carrera de jugador i d'entrenador. Nascut en una modesta família, va haver de combinar el seu temps a l'escola amb el futbol en la seva infància. El 1969, va començar a desenvolupar-se en les files de l'Adana Demirspor Kulübü, amb la finalitat de sustentar les despeses de la família. Allà es va desenvolupar els seus inicis, i en els seus cinc anys en aquest equip, va ser traspassat al llavors poderós Galatasaray. En aquest equip va jugar durant 11 anys, explotant la seva fama esportiva. Malgrat això, no va poder aconseguir l'anhelada lliga turca; encara que sí que ha pogut sumar tres copes al seu palmarès, el 1976, 1982 i 1985. Va ser en aquest any que va deixar el futbol en activitat.
Com a entrenador va portar a la selecció de futbol de Turquia a les Eurocopes de 1996, 2008 i 2016.

## Títols

### Galatasaray SK
- Supercopa turca: 1996 i 1997
- Lliga turca: 1996-97, 1997-98, 1998-99, 1999-00, 2011-12, 2012-13
- Copa turca: 1998-99, 1999-00
- Copa de la UEFA: 1999-00